# Trest smrti na Cookových ostrovech
Trest smrti na Cookových ostrovech, které jsou státem volně přidruženým k Novému Zélandu, byl oficiálně součástí právního systému až do roku 2007, přestože nebyl ve skutečnosti nikdy uveden do praxe.

## Historie
Trest smrti byl legální formou trestu za koloniální nadvlády Nového Zélandu. Zákon z roku 1915 platný na Cookových ostrovech i Niue stanovoval mandatorní trest smrti v případě zrady a vraždy. Způsobem popravy bylo oběšení. Když Nový Zéland dočasně zrušil v letech 1941 až 1949 trest smrti za vraždu, nerozšířil zrušení i na Cookovy ostrovy. Poté, co se v roce 1957 vláda Niue oddělila od Cookových ostrovů, byla platnost trestu smrti opět potvrzena a bylo přijato opatření pro provádění poprav na Novém Zélandu.
V říjnu 1956 byl Rima Kurariki usvědčen z vraždy a odsouzen k trestu smrti. V roce 1957 byl tento rozsudek změněn na trest odnětí svobody na doživotí.
Nový Zéland zrušil trest smrti za vraždu v roce 1961. V roce 1962 bylo zrušení trestu smrti za vraždu rozšířeno i na Cookovy ostrovy. Po získání nezávislosti vláda Cookových ostrovů znovu potvrdila platnost trestu smrti za zradu v trestním zákoníku z roku 1969. Tato zrada byla definována jako účast ve válce proti Cookovým ostrovům nebo Novému Zélandu, pokus o svržení vlády Cookových ostrovů nebo pokus o poškození královny Nového Zélandu. Zákony týkající se trestu smrti vycházely v té době z novozélandského práva. Další ustanovení o trestu smrti byla přijata v zákoně o trestním řízení z let 1980–1981.
Trest smrti za všech okolností byl na Cookových ostrovech zrušen v roce 2007.